# Megastigmus sulcicollis
Megastigmus sulcicollis är en stekelart som beskrevs av Cameron 1912. Megastigmus sulcicollis ingår i släktet Megastigmus och familjen gallglanssteklar. Inga underarter finns listade i Catalogue of Life.